# Friedhofseiche Genin
Friedhofseiche Genin este o arie protejată (arie specială de conservare — SAC, sit de importanță comunitară — SCI) din Germania întinsă pe o suprafață de 1 ha, integral pe uscat.

## Localizare
Centrul sitului Friedhofseiche Genin este situat la coordonatele 53°50′32″N 10°39′07″E / 53.8422°N 10.6519°E.

## Înființare
Situl Friedhofseiche Genin a fost declarat sit de importanță comunitară în septembrie 2004 pentru a proteja 1 specie de animale. Situl a fost protejat și ca arie specială de conservare în ianuarie 2010.

## Biodiversitate
Situată în ecoregiunea continentală, aria protejată nu include niciun habitat protejat.
La baza desemnării sitului se află o specie protejată de  nevertebrate: croitorul mare al stejarului (Cerambyx cerdo)